# ブレティニー＝シュル＝オルジュ
ブレティニー＝シュル＝オルジュ（Brétigny-sur-Orge）は、フランスのイル＝ド＝フランス地域圏エソンヌ県のコミューン。

## 地理
パリの南約27マイルに位置する。エソンヌ県の中心に位置し、自然区分上の地方ではウルポワ地方に属す。コミューン面積のうち49%が農地で、40%は都市部に組み込まれている。コミューンの西側境部分をオルジュ川が流れる。

## 交通
- 鉄道 - RER C線ブレティニー＝シュル＝オルジュ駅

## 由来
ブレティニー＝シュル＝オルジュの起源はガロ＝ローマ時代にさかのぼる。ラテン語の名ブリティニアクム（britiniacum）からきており、これは「ブルトンの土地」を意味する。その時点でコミューンの名は、この時代にブリテン諸島と呼ばれていたグレートブリテンに起因していたことが証明される。ブレティニーは5世紀から8世紀までメロヴィング朝王家の所領だった。コミューンとなったときのブレティニーの名にはアクサンテギュがなかったが、1801年に追加され、1898年よりオルジュ川にちなみブレティニー＝シュル＝オルジュとなった。

## 歴史

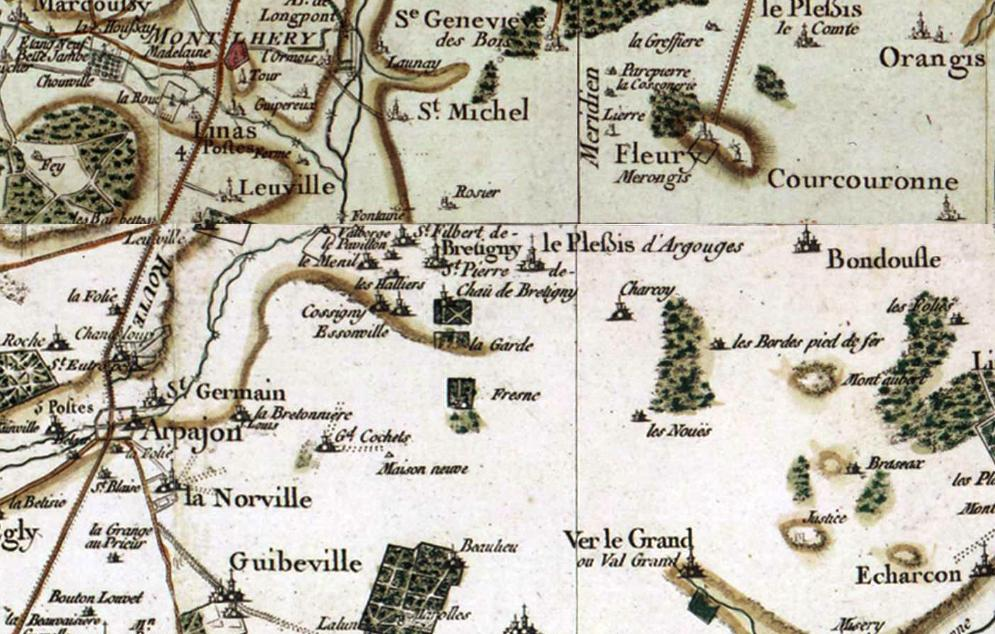
17世紀のカッシーニ地図に描かれたブレティニー

コミューンの中で、古い時代の道具が発見されている。先史時代と古代の歴史の発掘品が、そこに人が定住していたことを証明する。
ローマ時代の農場であったヴィッラ・ルスティカ、ガロ＝ローマ時代の皿といった発掘物が、この時代から農業が重要であったことを示す。この土地はリムールの修道院の創設にあたって697年、ブリティニアクス（Britiniacus）と記された。
1030年以降、ペトロに捧げられた最初の教会が建てられた。12世紀にフォンタニスの封土はロンポンの修道院に属していた。封建時代の城はVicinumの名で現在のブレティニー中心部にあった。1220年、パリ司教ギヨーム・ド・セーニュレの特許状台帳では、ジャン・ド・ブレティニーの封土となっていた。中世のブレティニーは2つの教区に分かれ、複数の領主が領有していた。
百年戦争は大規模な被害をもたらした。教会は荒廃した。領主が何人も変わり、1614年にはフランソワ・ド・マルテルが領土を手に入れ、城をルイ13世様式に刷新し、運河が備えられたフランス式庭園をつくった。
1843年、ブレティニーからトゥールまでの鉄道路線建設のためコミューンは2つに分割された。1865年には旅客と貨物両方が停車する駅がつくられ、農夫たちが生産物を直接パリへ出荷することが可能となった。
1938年、ブレティニーとル・プレシ＝パテにまたがる土地に空軍基地が設置された。第二次世界大戦後、基地は試験飛行を行う第217空軍基地となり、航空宇宙医学研究所、フランス気象局センターが置かれた。ブレティニーにて1953年8月15日および1955年5月31日、ジャクリーヌ・オリオールはテスト・パイロットとしてミステールに搭乗し、音速の壁を超えた女性となった。
1968年、ブレティニーはパリ協定の交渉のため訪れた北ベトナム特使レ・ドゥク・トを迎えている。1990年度のツール・ド・フランスにおいては、ブレティニーは最後のステージとなった。
戦後大規模な都市化が行われ、ヴィクトル・ユーゴー、ラ・フォンテーヌといった高層集合住宅郡が建設され、1960年には新しい教会、サン＝ポール教会ができた。
2001年、フランス気象局センターは閉鎖され、第217空軍基地の機能はイストルにある第125空軍基地に部分的に移転することとなった。国防の現代化プログラムによって、ブレティニーの飛行試験センターは2009年に閉鎖された。
2013年7月12日午後5時過ぎ（現地時間）、当市のブレティニー＝シュル＝オルジュ駅で、通過中のパリ発リモージュ行きの列車が脱線し、少なくとも6人が死亡、30人がけがとなる惨事となった（ブレティニ・スール・オルジュ駅脱線事故を参照）。

## 人口統計
| 1962年 | 1968年 | 1975年 | 1982年 | 1990年 | 1999年 | 2006年 |
| ------ | ------ | ------ | ------ | ------ | ------ | ------ |
| 6 830  | 12 688 | 19 572 | 18 662 | 19 671 | 21 503 | 22 753 |

1968年以降はInseeを参考 ·  · 

## 出身者
- グレゴリー・セルティッチ - サッカー選手
- スティービー・セルケイラ - ラグビー選手
- マハマドゥ・デンベレ - サッカー選手